# Catecol O-Metiltransferase
A Catecol O-Metiltransferase, ou simplesmente COMT, é uma das muitas enzimas que degradam catecolaminas (dopamina, epinefrina e norepinefrina).